# Raad van Verzet

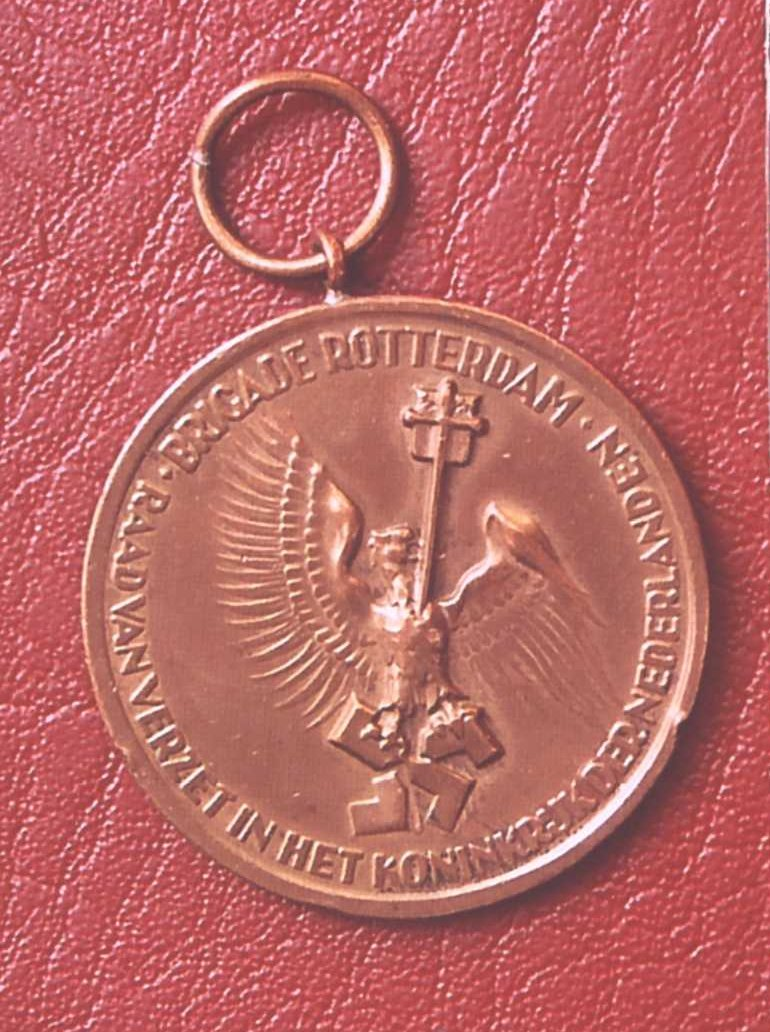
Erinnerungsmedaille für ehemalige Mitglieder des RVV. Die Inschrift lautet: „Brigade Rotterdam – Raad van Verzet in het Koninkrijk der Nederlanden“.

Raad van Verzet (RVV) (deutsch etwa „Widerstandsrat“; vollständig Raad van Verzet in het Koninkrijk der Nederlanden; deutsch „Widerstandsrat im Königreich der Niederlande“) war die Bezeichnung für eine niederländische Widerstandsorganisation während der Zeit der deutschen Besetzung der Niederlande im Zweiten Weltkrieg.

## Geschichte
Der RVV wurde am 20. April 1943, kurz vor Ausbruch der April-Mai-Streiks, als Untergrundorganisation in Amersfoort auf Initiative von Jan Thijssen gegründet. Er war Chef des Rundfunksenders des Ordedienst (OD) (deutsch „Ordnungsdienst“), einer anderen Widerstandsorganisation. Der Rat hatte seinen Sitz in Amsterdam. Ratstreffen fanden jedoch bis Ende 1943 zumeist in Laren (Noord-Holland) statt, danach in Maarsbergen und in Maarn (beide nahe Utrechtse Heuvelrug). Zweck war hauptsächlich die Koordinierung der Widerstandsaktivitäten gegen die deutschen Besatzer.
Am 5. September 1944 wurde der RVV durch Königliches Dekret mit den beiden anderen wichtigen bewaffneten Widerstandsgruppen der besetzten Niederlande zu den Binnenlandse Strijdkrachten (deutsch etwa „Niederländische Inlands-Streitkräfte“) offiziell zusammengefasst, nämlich mit dem OD und den Landelijke Knokploegen (LKP) (deutsch „Nationalen Kampfgruppen“). Die drei Organisationen hatten bis dahin weitgehend unabhängig voneinander gegen die deutschen Besatzer gekämpft.